# Anh trai "say hi"
Anh trai "say hi" (viết tắt: ATSH, cách điệu bằng tất cả các chữ cái in hoa) là một chương trình truyền hình thực tế về âm nhạc được phát sóng trên kênh HTV2 - Vie Channel, ON Vie Giải Trí và ứng dụng VieON từ ngày 15 tháng 6 năm 2024. Chương trình có sự tham gia của 30 "anh trai" là những nam nghệ sĩ đang hoạt động trong lĩnh vực nghệ thuật.

## Định dạng
Anh trai "say hi" có sự tham gia của 30 nam nghệ sĩ trẻ, được gọi là các "anh trai". Các anh trai trong chương trình sẽ trải qua quá trình hoàn thiện và nâng cấp bản thân qua từng vòng thi để có cơ hội xuất hiện trong đội hình nhóm nhạc chiến thắng.

## Lịch sử sản xuất

### Mùa 1
Tại chương trình Sóng 24 phát sóng vào ngày 9 tháng 2 năm 2024, sau tiết mục mở màn "Anh trai 'say hi!'" với sự góp mặt của 16 nghệ sĩ nam cùng tiết mục "Laviu" của 5 nam ca sĩ, nhà sản xuất Vie Channel chính thức công bố ra mắt một chương trình truyền hình âm nhạc thực tế mới trong năm 2024, với tên là Anh trai "say hi".
Những thông tin tiếp theo về chương trình được nhà sản xuất tiết lộ vào ngày 14 tháng 3 năm 2024. Theo đó, chương trình dự kiến sẽ lên sóng vào tháng 6 năm 2024 và sẽ là chương trình truyền hình âm nhạc dành riêng cho các nghệ sĩ là nam. Theo chia sẻ của nhà sản xuất, chương trình truyền hình thực tế này có format hoàn toàn mới, nơi các nghệ sĩ trẻ có cơ hội tự hoàn thiện và nâng cấp bản thân để có thể xuất hiện trong một đội hình ca sĩ hoàn hảo, nhằm mang đến những sản phẩm âm nhạc chất lượng.
Ngày 9 tháng 4 năm 2024, Trấn Thành được thông báo là người dẫn chương trình của Anh trai "say hi" trên fanpage chính thức của chương trình. Anh sẽ giữ vai trò kết nối để giúp khán giả hiểu hơn về câu chuyện, niềm đam mê và hoài bão của các nghệ sĩ tham gia chương trình. Sau đó, vào ngày 15 tháng 4 năm 2024, JustaTee được công bố là giám đốc âm nhạc chính thức của chương trình - người chịu trách nhiệm sản xuất âm nhạc, phụ trách các vấn đề liên quan đến chuyên môn nhằm đảm bảo các nhóm thể hiện được hết tài năng, cá tính của từng người và mang đến những tiết mục trình diễn đặc sắc. Theo thông báo của nhà sản xuất được đăng trên fanpage của chương trình vào ngày 16 tháng 4 năm 2024, chương trình sẽ ghi hình vào các ngày 20 và 21 tháng 4, và danh tính các "anh trai" sẽ được tiết lộ sau ngày ghi hình.
Ngày 22 tháng 4 năm 2024, chỉ một ngày sau đợt ghi hình, toàn bộ 30 "anh trai" tham gia chương trình chính thức được công bố. Lý giải về việc chương trình có 30 "anh trai", đại diện nhà sản xuất cho biết đây là một chương trình thuần Việt được tổ chức dành riêng cho 30 ca sĩ, rapper mang trong mình tuổi trẻ tươi nguyên, khát vọng đột phá và giấc mơ rạng danh văn hóa bản địa.
Ông Tạ Quang Đông, Thứ trưởng Bộ Văn hóa, Thể thao và Du lịch, phát biểu tại sự kiện.
Buổi giao lưu chính thức của chương trình đã diễn ra vào chiều ngày 5 tháng 6 năm 2024 với sự góp mặt của 30 "anh trai". Trong buổi giao lưu này, nhà sản xuất cho biết chương trình sẽ lên sóng từ ngày 15 tháng 6 năm 2024. Nhà sản xuất cũng tiết lộ rằng, hơn 50 bài hát trong chương trình đều là sáng tác hoàn toàn mới, được sản xuất bởi giám đốc âm nhạc JustaTee cùng hơn 20 nhạc sĩ và nhà sản xuất âm nhạc. Buổi tối cùng ngày, MV chính thức của chương trình với tên gọi "The Stars" đã được ra mắt với sự có mặt của tất cả 30 "anh trai" tham gia chương trình mùa đầu tiên.

### Mùa 2
Ngày 8 tháng 8 năm 2025, đơn vị sản xuất Vie Channel bất ngờ đăng tải hình ảnh hé lộ một sự kiện về chương trình Anh trai say hi, được dự kiến diễn ra vào ngày 12 tháng 8, tuy nhiên, đơn vị không tiết lộ cụ thể về sự kiện. Đến ngày 11 tháng 8, 30 "anh trai" tham gia mùa 2 đã được giới thiệu gián tiếp qua hình ảnh bóng người và tranh vẽ mô tả từng người. Đến nửa đêm cùng ngày, nhà sản xuất chính thức công bố mùa 2 của chương trình với chủ đề mới mang tên Core Force. Ngày 12 tháng 8, toàn bộ dàn nghệ sĩ tham gia mùa 2 được công bố.

## Phát sóng
Tập đầu tiên của Anh trai "say hi" lên sóng vào lúc 20:00 ngày 15 tháng 6 năm 2024. Chương trình được phát sóng vào tối thứ bảy hàng tuần trên kênh truyền hình HTV2 - Vie Channel, ON Vie Giải Trí và ứng dụng VieON, đồng thời được công chiếu trên kênh YouTube chính thức của nhà sản xuất Vie Channel.
Vào sáng ngày 20 tháng 7 năm 2024, tập 6 thuộc mùa đầu tiên của chương trình - dự kiến lên sóng vào tối cùng ngày - đã được nhà sản xuất thông báo dời sang thời điểm mới để dành thời lượng cho các chương trình phát sóng trước và trong thời gian diễn ra quốc tang cho tổng bí thư Nguyễn Phú Trọng. Vào ngày 14 tháng 8 năm 2024, nhà sản xuất thông báo hai tập 9 và 10 sẽ được phát sóng vào 20:00 tối các ngày liên tiếp - thứ 7 ngày 17 tháng 8 và chủ nhật ngày 18 tháng 8 năm 2024.

## Tổng quan các mùa
| Mùa | Mùa | Số anh trai | Số tập | Số tập | Phát sóng gốc       | Phát sóng gốc       |
| Mùa | Mùa | Số anh trai | Số tập | Số tập | Phát sóng lần đầu   | Phát sóng lần cuối  |
| --- | --- | ----------- | ------ | ------ | ------------------- | ------------------- |
|     | 1   | 30          | 14     | 14     | 15 tháng 6 năm 2024 | 14 tháng 9 năm 2024 |
|     | 2   | 30          | 14     | 14     | Tháng 9 năm 2025    | TBA                 |

## Đón nhận

### Mùa 1
Ngay từ thời điểm công bố phát sóng, chương trình đã thu hút sự quan tâm của phần đông khán giả. Nhiều khán giả bày tỏ sự mong chờ thời điểm công bố các "anh trai" trên fanpage của chương trình.
Một chương trình khác, Anh trai vượt ngàn chông gai, có format tương tự và lên sóng cùng thời điểm với chương trình này đã làm cho nhiều khán giả tranh luận. Theo Tuổi Trẻ, điều mà khán giả quan tâm nhất dành cho một chương trình giải trí về âm nhạc gói gọn phải là "được xem", chứ không phải là "bị xem". Theo Phụ nữ số, nhiều khán giả cho rằng nhà sản xuất đang chủ động tạo ra một cuộc đối đầu mới trong mùa hè năm 2024.
Ngay khi công bố toàn bộ nghệ sĩ sẽ tham gia chương trình, chương trình ngay lập tức tạo sức hút trên mạng xã hội cũng như trên các diễn đàn. Theo bảng xếp hạng SocialTrend Ranking lĩnh vực Âm nhạc tuần từ ngày 16 đến 24 tháng 4 năm 2024, chương trình đứng vị trí thứ 4 trong top 10 với 36,74 nghìn lượt thảo luận và 765,48 nghìn lượng tương tác trên mạng xã hội. Cùng bảng xếp hạng này, trong tuần từ ngày 30 tháng 4 đến 6 tháng 5, chương trình đứng vị trí thứ hai với hơn 72.000 lượt thảo luận. Bên cạnh đó, theo ghi nhận của Kompa, chương trình dẫn đầu bảng xếp hạng chương trình truyền hình thực tế có nhiều lượt tương tác nhất trong tháng 4 với 4,5 triệu lượt thảo luận và tương tác trên mạng xã hội.
Chương trình cũng đã được ghi nhận như là minh chứng cho sự phát triển của ngành công nghiệp văn hóa với các chương trình có sức thu hút, hiệu ứng xã hội lớn. Thủ tướng Chính phủ Phạm Minh Chính trong bài phát biểu tại một hội nghị đã nhắc đến thành công của hai concert Anh trai "say hi" và Anh trai vượt ngàn chông gai, và đánh giá cao sức sáng tạo của những người trẻ Việt Nam tham gia: "Qua hai concert này, chúng ta đã thấy mình đủ tầm, đủ sự thông minh, sáng tạo để phát triển công nghiệp văn hóa, công nghiệp giải trí. Chúng ta có nền văn hóa đậm đà bản sắc dân tộc, có sức mạnh nội sinh, có truyền thống, tiềm lực để nâng cao sự hưởng thụ về văn hóa..."

## Tranh cãi

### Mùa 1

#### Trấn Thành được công bố là người dẫn chương trình
Thời điểm chương trình công bố MC chính thức của chương trình là Trấn Thành, cộng đồng mạng có những ý kiến trái chiều. Nhiều bình luận của khán giả bày tỏ sự lo ngại rằng Trấn Thành sẽ kiêm luôn vai trò của giám khảo hay các khách mời như những gì anh đã làm trong một số chương trình trước đây. Một số ý kiến cho rằng Trấn Thành nên tiết chế bộc lộ cảm xúc và hạn chế việc "hát ngẫu hứng" khi làm MC để tránh tạo ra những tranh cãi không đáng có. Trái lại, có nhiều khán giả cho rằng anh sẽ là nhân tố tạo sức hút cho chương trình bằng sự hoạt ngôn và dí dỏm của mình.

#### Thời điểm ra mắt
Anh trai "say hi" bắt đầu công bố những thông tin đầu tiên tại chương trình Sóng 24, và lần lượt thông báo các thông tin tiếp theo trong khoảng thời gian sau đó - khi chương trình Chị đẹp đạp gió rẽ sóng 2023 kết thúc chưa lâu và chương trình Anh trai vượt ngàn chông gai 2024 bắt đầu triển khai. Điều này làm dấy lên nghi vấn chương trình đang dựa vào độ phủ sóng của hai chương trình được mua bản quyền từ Trung Quốc để tăng sức hút khi ra mắt.

#### Các vấn đề đạo nhái
Chương trình đã vướng phải một số lùm xùm về đạo nhái ý tưởng, format của một số chương trình khác. Trong tập 2 mùa đầu tiên của chương trình, tiết mục Sóng vỗ vỡ bờ của nhóm Anh Tú đã bị tố cáo sao chép sân khấu Chú cá voi hóa thân của hòn đảo cô độc trong chương trình Sáng tạo doanh 2021 của Trung Quốc. Một tiết mục khác mang tên Nỗi đau ngây dại của nhóm Đức Phúc cũng bị cho là có vũ đạo giống với Shangri-La của nhóm nhạc The Boyz trong chương trình Road to Kingdom.

#### Sử dụng bản đồ thiếu quần đảo Hoàng Sa, Trường Sa
Tập 2 của chương trình bị nhiều khán giả chỉ trích khi sử dụng hình ảnh phác họa bản đồ Việt Nam trong một phân cảnh ngắn mà không có hai quần đảo Hoàng Sa và Trường Sa. Mặc dù sau đó đã được cắt bỏ khỏi bản phát sóng trên YouTube, hình ảnh này vẫn được nhiều người xem lan truyền trên mạng xã hội và bày tỏ sự phẫn nộ. Theo Phụ nữ, nhiều ý kiến tỏ ra lo ngại cho sự cẩn trọng của nhà sản xuất trước vấn đề liên quan đến chủ quyền quốc gia. Vào tối ngày 3 tháng 7, Đài Truyền hình Thành phố Hồ Chí Minh đã có phản hồi chính thức rằng đây là sự việc gây hiểu lầm. Theo giải thích của đơn vị sản xuất, hình ảnh quả địa cầu trong đoạn phim "chỉ mang tính biểu tượng nhằm thể hiện ý tưởng của đội ngũ sản xuất"; "đoạn hình thể hiện quả cầu xoay với mây che phủ diễn ra rất nhanh", "ở tỷ lệ rất nhỏ" và "không thể hiện đầy đủ thuộc tính của bản đồ".

## Nhà tài trợ

### Mùa 1
- Ngân hàng Thương mại cổ phần Quốc tế Việt Nam (VIB) (tài trợ chính)
- Boncha (đồng tài trợ)
- Vinfast (xe điện chính thức)
- Tuborg (sản phẩm bia chính thức)
- Gamuda Land

### Mùa 2
- Ngân hàng Thương mại cổ phần Quốc tế Việt Nam (VIB) (tài trợ kim cương)
- Boncha (tài trợ vàng)
- Hảo Hảo (sản phẩm mỳ yêu thích của Anh trai "say hi")

## Phiên bản nữ
Tại đêm chung kết của Anh trai "say hi", nhà sản xuất thông báo sẽ có phiên bản nữ của chương trình với tên gọi là Em xinh "say hi". Chương trình này được phát sóng chính thức vào ngày 31 tháng 5 năm 2025.

## Giải thưởng và đề cử
| Năm  | Giải thưởng             | Hạng mục                                    | Đề cử | Kết quả   |
| ---- | ----------------------- | ------------------------------------------- | --- | --------- |
| 2024 | Vietnam iContent Awards | Chương trình truyền hình truyền cảm hứng    | Anh trai "say hi" | Đề cử     |
| 2024 | Vietnam iContent Awards | Hiện tượng số của năm                       | Anh trai "say hi" | Đoạt giải |
| 2024 | Ngôi sao của năm        | Hiện tượng giải trí                         | Anh trai "say hi" | Đoạt giải |
| 2024 | Giải Mai Vàng           | Chương trình trên nền tảng số - truyền hình | Anh trai "say hi" | Đoạt giải |
| 2024 | Giải Mai Vàng           | Người dẫn chương trình                      | Trấn Thành | Đề cử     |
| 2024 | Giải Mai Vàng           | Nam ca sĩ - Rapper                          | HIEUTHUHAI ("Ngáo ngơ" của HIEUTHUHAI, Erik, Anh Tú Atus, JSOL, Orange)                                                                 | Đề cử     |
| 2024 | Giải Mai Vàng           | Nam ca sĩ - Rapper                          | Rhyder ("Hào quang" của Rhyder) | Đề cử     |
| 2024 | Giải Mai Vàng           | Ca khúc                                     | "Hào quang" – Sáng tác: Bảo Vũ, Rhyder, Pháp Kiều; biểu diễn: Rhyder, Pháp Kiều, Dương Domic                                            | Đề cử     |
| 2024 | Làn Sóng Xanh           | Top 10 ca khúc được yêu thích nhất          | - "Hào quang" – RHYDER, Pháp Kiều, Dương Domic - "Ngáo ngơ" – HIEUTHUHAI, Erik, JSOL, Anh Tú Atus, Orange - "Tràn bộ nhớ" – Dương Domic | Đoạt giải |
| 2024 | Làn Sóng Xanh           | Ca sĩ đột phá                               | Quang Hùng MasterD | Đoạt giải |
| 2024 | Làn Sóng Xanh           | Ca sĩ đột phá                               | RHYDER | Đề cử     |
| 2024 | Làn Sóng Xanh           | Ca sĩ đột phá                               | Lou Hoàng | Đề cử     |
| 2024 | Làn Sóng Xanh           | Sự kết hợp xuất sắc                         | "Hào quang" – RHYDER, Dương Domic, Pháp Kiều                                                                                            | Đề cử     |
| 2024 | Làn Sóng Xanh           | Gương mặt mới xuất sắc                      | Dương Domic | Đoạt giải |
| 2024 | Làn Sóng Xanh           | Gương mặt mới xuất sắc                      | Captain Boy | Đề cử     |
| 2024 | Làn Sóng Xanh           | Gương mặt mới xuất sắc                      | Pháp Kiều | Đề cử     |
| 2024 | Làn Sóng Xanh           | Nhà sản xuất của năm                        | JustaTee | Đề cử     |
| 2024 | Làn Sóng Xanh           | Sự kết hợp xuất sắc                         | "Hào quang" – Rhyder, Dương Domic & Pháp Kiều                                                                                           | Đề cử     |
| 2024 | Làn Sóng Xanh           | Ca khúc của năm                             | "Ngáo ngơ" (FOXXX Team, HIEUTHUHAI & Orange) – HIEUTHUHAI, Anh Tú Atus, JSOL, Erik & Orange                                             | Đề cử     |
| 2024 | Làn Sóng Xanh           | Nam ca sỹ/rapper của năm                    | HIEUTHUHAI | Đoạt giải |
| 2024 | Làn Sóng Xanh           | Nam ca sỹ/rapper được yêu thích             | HIEUTHUHAI | Đoạt giải |
| 2024 | Làn Sóng Xanh           | Chương trình của năm                        | Anh trai "say hi" | Đoạt giải |
| 2024 | WeChoice Awards         | Show giải trí của năm                       | Anh trai "say hi" | Đề cử     |
| 2024 | WeChoice Awards         | Nghệ sĩ có hoạt động nổi bật                | Anh Tú Atus | Đề cử     |
| 2024 | WeChoice Awards         | Nghệ sĩ có hoạt động nổi bật                | JustaTee | Đề cử     |
| 2024 | WeChoice Awards         | Ca sĩ/Rapper có hoạt động đột phá           | HIEUTHUHAI | Đề cử     |
| 2024 | WeChoice Awards         | Ca sĩ/Rapper có hoạt động đột phá           | Quang Hùng MasterD | Đề cử     |
| 2024 | WeChoice Awards         | Màn trình diễn bùng nổ                      | "I'm Thinking About You" – Gemini Hùng Huỳnh, tlinh, WEAN, Đức Phúc, Rhyder                                                             | Đề cử     |
| 2024 | WeChoice Awards         | Rising Artist                               | HURRYKNG | Đề cử     |
| 2024 | WeChoice Awards         | Rising Artist                               | Dương Domic | Đoạt giải |
| 2024 | WeChoice Awards         | Rising Artist                               | Wean Le | Đề cử     |
| 2024 | WeChoice Awards         | Nhân vật truyền cảm hứng                    | JustaTee | Đề cử     |
| 2024 | WeChoice Awards         | Nhân vật truyền cảm hứng                    | JustaTee | Đề cử     |
| 2024 | WeChoice Awards         | Nhân vật truyền cảm hứng                    | Quang Hùng MasterD | Đoạt giải |
| 2024 | WeChoice Awards         | Nhân vật truyền cảm hứng                    | HIEUTHUHAI | Đoạt giải |
| 2024 | WeChoice Awards         | Nhân vật truyền cảm hứng                    | Rhyder | Đoạt giải |
| 2024 | Ấn tượng VTV            | Gương mặt trẻ Ấn tượng lĩnh vực Nghệ thuật  | Rhyder | Đoạt giải |
| 2024 | Ấn tượng VTV            | Gương mặt trẻ Ấn tượng lĩnh vực Nghệ thuật  | HIEUTHUHAI | Đề cử     |
| 2025 | Giải Âm nhạc Cống hiến  | Chuỗi chương trình của năm                  | Anh trai "say hi" | Đề cử     |
| 2025 | Giải Âm nhạc Cống hiến  | Bài hát của năm                             | "Khát vọng là người Việt" – Nguyễn Thương, Mr.T - JustaTee, Captain Boy                                                                 | Đề cử     |
| 2025 | Giải Âm nhạc Cống hiến  | Nhà sản xuất của năm                        | JustaTee | Đề cử     |
| 2025 | Giải Âm nhạc Cống hiến  | Nam ca sĩ của năm                           | HIEUTHUHAI | Đề cử     |
| 2025 | Giải Âm nhạc Cống hiến  | Nghệ sĩ mới của năm                         | Dương Domic | Đoạt giải |

### Vinh danh
Concert Anh trai say hi được Bộ Văn hoá, Thể thao & Du lịch vinh danh cho hạng mục “Chương trình biểu diễn nổi bật của năm" tại Chương trình giới thiệu các gương mặt nghệ sĩ tiêu biểu và một số cuốn sách nổi bật lĩnh vực nghệ thuật biểu diễn, văn học năm 2024.

## Hoạt động bên lề

### Anh trai "say hi" Concert
Vào ngày 9 tháng 8 năm 2024, nhà sản xuất chương trình thông báo tổ chức sự kiện Anh trai "say hi" Concert. Hai đêm diễn đầu tiên đã được tổ chức tại Thủ Đức, Thành phố Hồ Chí Minh, với đêm đầu tiên vào ngày 28 tháng 9 năm 2024 tại công viên bờ sông Sài Gòn, phường Thủ Thiêm và đêm thứ hai vào ngày 19 tháng 10 tại Khu đô thị Vạn Phúc City, phường Hiệp Bình Phước. Hai đêm diễn tiếp theo diễn ra vào các ngày 7 và 9 tháng 12 năm 2024 tại Sân vận động Quốc gia Mỹ Đình ở Nam Từ Liêm, Hà Nội. Các đêm diễn còn lại được tổ chức trong năm 2025, một tại Vạn Phúc City vào ngày 21 tháng 3 và một tại Sân vận động Quốc gia Mỹ Đình vào ngày 10 tháng 5.
Sau khi hoàn thành sáu đêm diễn tại Việt Nam, hai đêm diễn tiếp theo được tổ chức tại Hoa Kỳ vào các ngày 26 và 27 tháng 7 ở Planet Hollywood, Las Vegas. Đây cũng là 2 đêm concert cuối cùng của mùa 1 được tổ chức.

### Phim tài liệu
Tối ngày 9 tháng 1 năm 2025, một đoạn teaser dài 1 phút đã được nhà sản xuất đăng tải, hé lộ về dự án phim tài liệu liên quan đến Anh trai "say hi" mang tên Anh trai "say hi": Kẻ phản diện tạo nên người hùng. Bộ phim được sản xuất bởi hai đạo diễn Lê Hoàng Tuấn (Jason) và Nguyễn Duy Anh (Mr Blue), và được khởi chiếu tại cụm rạp CGV trện toàn quốc từ ngày 26 tháng 2 năm 2025, đánh dấu lần đầu tiên một chương trình giải trí tại Việt Nam được sản xuất thành phim tài liệu. Bộ phim đã đạt doanh thu 15,4 tỷ đồng theo số liệu của Box Office Vietnam, trở thành phim hòa nhạc Việt Nam có doanh thu cao nhất tại thời điểm.
Sau khi kết thúc bộ phim đầu tiên, nhà sản xuất tiếp tục công bố dự án phim tư liệu thứ hai về Anh trai "say hi" với tên gọi Anh trai "say hi": Ngày ta chưa biết tên. Phim được công chiếu vào ngày 10 tháng 5 năm 2025 và được phát hành độc quyền trên nền tảng VieON.